# International Sports Promotion Society
International Sports Promotion Society (ISPS) ist eine japanische Nonprofit-Organisation, die 2006 gegründet wurde. Ihr vollständiger Name lautet International Sports Promotion Society (japanisch: 国際スポーツ振興協会), abgekürzt ISPS oder ISPS Handa. Mit Sitz in Tokio verfolgt sie das Ziel, das Wohlergehen durch Sport zu fördern. Die Organisation unterstützt weltweit  Sportveranstaltungen – vom professionellen bis hin zum Amateurbereich – mit besonderem Schwerpunkt auf Golf für Menschen mit Behinderungen sowie sehbehinderte Golfer. Gründer und Vorsitzender ist Haruhisa Handa.

## Geschichte
Die International Sports Promotion Society (ISPS), auch bekannt als ISPS Handa, wurde 2006 von Haruhisa Handa gegründet. Die Organisation mit Sitz in Tokio ist eine gemeinnützige Institution, die sich der Förderung des Wohlergehens durch Sport verschrieben hat.
In den Anfangsjahren gründete ISPS das Handa Cup in den USA und den Handa Australian Cup in Australien, beides LPGA-Senioren-Golfturniere. In Japan organisierte sie unter anderem die Amateurveranstaltung Handa Cup All-Japan Golf Tutors Pro-Am Open Championship. Ab 2007 erweiterte ISPS ihr Engagement auf Bowling-Turniere wie den Handa Cup Japan Pro Bowling Championship und den Handa Cup All Japan Women’s Pro Bowling Championship.
Seit 2010 veranstaltet ISPS eigenständig Golfturniere wie den ISPS Handa Cup Senior Masters auf der Japan PGA Senior Tour und der JGTO Challenge Tour. 2012 initiierte die Organisation das ISPS Handa PGA Academy Program in Zusammenarbeit mit der European Tour, um professionelle Golfer zu unterstützen, die sehbehinderte Spieler trainieren.
2013 veranstaltete ISPS in Tokio den World Sports Values Summit for Peace und begann eine strategische Partnerschaft mit der Ladies European Tour (LET), die Sponsoring mehrerer wichtiger Turniere sowie die Unterstützung der Wohltätigkeitsarbeit der Tour umfasste. Im Jahr 2014 wurde eine Partnerschaft mit der Allianz der Zivilisationen der Vereinten Nationen (UNAOC) am UN-Hauptquartier bekanntgegeben. Außerdem kooperierte ISPS mit dem südafrikanischen Fußballclub Mpumalanga Black Aces F.C.
Im Golfbereich war ISPS dreimal – 2013, 2016 und 2018 – Titelsponsor des World Cup of Golf, der unter dem Namen ISPS Handa World Cup of Golf ausgetragen wurde. Im Jahr 2015 gründete ISPS in Zusammenarbeit mit der Japan Golf Tour Organization (JGTO) den ISPS Handa Global Cup. 2017 wurde der Name in ISPS Handa Match Play geändert. Im Jahr 2022 erfolgte eine Umbenennung in ISPS HANDA Championship, die erstmals als gemeinsames Turnier der European Tour (DP World Tour, ehemals PGA European Tour) und der Japan Golf Tour Organization (JGTO) stattfand und das erste Turnier dieser Art in Japan war. 2024 wurde ISPS Titelsponsor der ISPS HANDA Women’s Scottish Open und unterstützte so die Entwicklung eines nachhaltigen internationalen Turniers. Im Jahr 2025 wurde ISPS zum offiziellen Titelsponsor der einzigen europäischen Senioren-Major-Turnierserie, der ISPS HANDA Senior Open, ernannt, und das Turnier fand in Sunningdale statt.

## Aktivitäten
Die International Sports Promotion Society (ISPS) engagiert sich in vielfältigen sportlichen und sozialen Projekten weltweit. Ihr Hauptaugenmerk liegt auf der Förderung des Golfsports, insbesondere für Menschen mit Behinderungen und benachteiligte Gruppen. Zu den wichtigsten Aktivitäten gehören:
- Sponsoring und Organisation von Golfturnieren: ISPS unterstützt zahlreiche internationale und nationale Golfveranstaltungen, darunter die European Tour, die Ladies European Tour, die Japan PGA Senior Tour und verschiedene Amateurturniere. Besonderes Augenmerk gilt Turnieren für sehbehinderte Golfer und Behindertensport.[13][14]
- Förderung des Behindertensports: Durch Programme wie das ISPS Handa PGA Academy Program werden visuell beeinträchtigte Golfer unterstützt, u. a. durch Trainingsmöglichkeiten und Turnierteilnahmen. Darüber hinaus werden Sportarten wie Blindenfußball gefördert, um Inklusion und soziale Teilhabe zu stärken.[15][16]
- Bowling und weitere Sportarten: Neben Golf unterstützt ISPS auch Bowling-Turniere in Japan, wie den Handa Cup Japan Pro Bowling Championship. Zudem engagiert sich die Organisation in weiteren Sportarten wie Rugby und Polo.[17][18]
- Internationale Zusammenarbeit: ISPS kooperiert mit internationalen Sportverbänden, Wohltätigkeitsorganisationen und der UNO, um die Werte des Sports für Frieden, Entwicklung und Inklusion weltweit zu fördern.[5][19][20][21]
- Bildungs- und Förderprogramme: ISPS initiiert Ausbildungsprogramme für Sporttrainer und fördert junge Talente, insbesondere aus sozial benachteiligten Regionen.[3][22]
- Umwelt- und Nachhaltigkeitsinitiativen: ISPS unterstützt die Ausrichtung von umweltfreundlichen und nachhaltigen Sportveranstaltungen, etwa durch Partnerschaften bei Turnieren wie dem ISPS HANDA Women’s Scottish Open.[23][24]

## Schirmherren und Botschafter

### Schirmherren
- John Key[25]
- Enda Kenny[26][27]
- Peter Phillips[26]

### Botschafter
Christiaan Bezuidenhout, Thomas Bjorn, Michael Bolton, Ash Buhai, Rafa Cabrera-Bello, Dan Carter, Dame Laura Davies (CBE), Ernie Els, Ewen Ferguson, Yoshinori Fujimoto, Hannah Green, Niall Horan, Charley Hull, Koki Idoki, Padraig Harrington, Shintaro Kai, Johan Kammerstad, Ryuko Kanazawa, Brendan Lawlor, Min Woo Lee, Minjee Lee, Richie McCaw, Colin Montgomerie, Toru Nakayama, Iori Onuki, Tateo Ozaki, Manny Pacquiao, Matt Pavon, Francois Pienaar, Juan Postigo, Koki Shiomi, Jan Stephenson, Hideto Tanihara, Mike Tindall, Zara Tindall.